# Liste der Eingemeindungen in die Stadt Olbernhau
Mit der Eingemeindung von Pfaffroda als derzeit letzte Eingemeindung in die Stadt Olbernhau gehört die Stadt zu den flächengrößten Städten im Sachsen. Im Erzgebirgskreis ist die Stadt Olbernhau nach der Stadt Marienberg die zweite flächengrößte Stadt.
In der ersten Tabelle stehen alle ehemaligen Gemeinden und Gutsbezirke, die direkt nach Olbernhau eingemeindet wurden. Die Gemeinden, die am gleichen Tag eingemeindet wurden, werden in alphabetischer Reihenfolge aufgeführt.
In der zweiten Tabelle stehen die ehemals selbständigen Gemeinden und Gutsbezirke in alphabetischer Reihenfolge, die (zunächst) nicht in die Stadt Olbernhau, sondern in eine andere Gemeinde eingegliedert wurden.

## Gebietsänderungen und Eingemeindungen in die Stadt Olbernhau
| Ehemalige Gemeinde bzw. Gutsbezirk                               | Datum             | Zuwachs bzw. Abgang in ha | Zuwachs bzw. Abgang Einwohner | Anmerkung |
| ---------------------------------------------------------------- | ----------------- | ------------------------- | ----------------------------- | --- |
| Leibnitzdörfel (Amtsseite)                                       | 1. Mai 1839       |                           | 24                            | Eingliederung der Leibnitzmühle und ein Haus im Zuge der Umsetzung der Sächsischen Landgemeindeordnung von 1838                                                        |
| Rittergut Olbernhau mit Leibnitzdörfel und Pföbe                 | 1. Mai 1839       |                           |                               | Teileingliederung (alle Grundstücke, bei denen nicht der Eigentümer des Rittergutes Eigentümer ist) im Zuge der Umsetzung der Sächsischen Landgemeindeordnung von 1838 |
| Grünthal (Anteil Olbernhau) mit „Hüttenmühle“ und „Obere Stutte“ | 1. Januar 1904    | - 29,02                   |                               | Umgliederung in die Gemeinde Kupferhammer Grünthal |
| Olbernhau, Gutsbezirk Rittergut                                  | 1920              |                           |                               | |
| Kupferhammer Grünthal                                            | 1. April 1937     | 56,83                     |                               | |
| Staatsforstrevier Olbernhau, Gutsbezirk                          | 4. September 1948 | 3,52                      | 0                             | Teileingliederung im Zuge der Bodenreform |
| Staatsforstrevier Olbernhau, Gutsbezirk                          | 1. Dezember 1948  | 1900,49                   | 0                             | Teileingliederung |
| Staatsforstrevier Kriegwald, Gutsbezirk                          | 1. Dezember 1948  | 1849,93                   | 0                             | Teileingliederung |
| Kleinneuschönberg                                                | 1. Juli 1950      |                           |                               | gleichzeitig Wechsel des Landkreises |
| Niederneuschönberg                                               | 1. Juli 1950      |                           |                               | gleichzeitig Wechsel des Landkreises |
| Oberneuschönberg                                                 | 1. Juli 1950      |                           |                               | gleichzeitig Wechsel des Landkreises |
| Pföbe                                                            | 1. Januar 1957    | - 10,6                    | - 142                         | Umgliederung des Ortsteils von Olbernhau in die Gemeinde Rothenthal |
| Blumenau                                                         | 1. Januar 1994    | 458,67                    | 645                           | |
| Rothenthal                                                       | 1. Januar 1994    | 72,05                     | 613                           | |
| Pfaffroda                                                        | 1. Januar 2017    | 5514,11                   |                               | |

## Gebietsänderungen und Eingemeindungen in Gemeinden, die später in die Stadt Olbernhau eingemeindet wurden
| Ehemalige Gemeinde bzw. Gutsbezirk                               | Datum             | Anmerkung |
| ---------------------------------------------------------------- | ----------------- | --- |
| Dittmannsdorf                                                    | 1. Januar 1994    | Eingemeindung nach Pfaffroda |
| Dörnthal, Gutsbezirk Rittergut                                   | 1. Januar 1921    | Teileingliederung in die Gemeinden Dörnthal, Hallbach, Pfaffroda und Kleinneuschönberg (Gemarkungen Kleinnauschönberg und Reukersdorf)                                                                         |
| Dörnthal                                                         | 1. Januar 1999    | Eingemeindung nach Pfaffroda |
| Hallbach                                                         | 1. Januar 1999    | Eingemeindung nach Pfaffroda |
| Haselbach                                                        | 1. Mai 1974       | Eingemeindung nach Dörnthal |
| Hirschberg und Niederlochmühle                                   | 1. April 1939     | Umgliederung von der Gemeinde Niederseiffenbach in die Gemeinde Oberneuschönberg |
| Grünthal (Anteil Olbernhau) mit „Hüttenmühle“ und „Obere Stutte“ | 1. Januar 1904    | Umgliederung von Olbernhau in die Gemeinde Kupferhammer Grünthal |
| Staatsforstrevier Hirschberg, Gutsbezirk                         | 13. Oktober 1948  | Teileingliederung von 1039,98 ha nach Oberneuschönberg |
| Staatsforstrevier Hirschberg, Gutsbezirk                         | 1. Dezember 1948  | Teileingliederung von 82,46 ha (Drachenwald) nach Haselbach (Gemarkung Oberhaselbach) |
| Staatsforstrevier Hirschberg, Gutsbezirk                         | 3. Januar 1949    | Teileingliederung von 41,95 ha nach Haselbach (Gemarkung Oberhaselbach) im Zuge der Bodenreform |
| Staatsforstrevier Hirschberg, Gutsbezirk                         | 21. März 1949     | Teileingliederung von 15,68 ha nach Haselbach (Gemarkung Niederhaselbach) im Zuge der Bodenreform |
| Hutha                                                            | 1. Januar 1872    | Eingemeindung nach Hallbach |
| Niederhaselbach                                                  | um 1852           | Zusammenschluss mit Oberhaselbach zu Haselbach |
| Oberhaselbach                                                    | um 1852           | Zusammenschluss mit Niederhaselbach zu Haselbach |
| Staatsforstrevier Olbernhau, Gutsbezirk                          | 1. Dezember 1948  | Teileingliederung von 0,59 ha nach Rothenthal |
| Staatsforstrevier Olbernhau, Gutsbezirk                          | 15. Dezember 1948 | Teileingliederung von 34,52 ha nach Rothenthal im Zuge der Bodenreform |
| Pfaffroda, Gutsbezirk Rittergut                                  | 1. Januar 1921    | Eingliederung in die Gemeinden Dittmannsdorf (0,26 ha), Hallbach (22,78 ha), Niederneuschönberg (21,16 ha), Oberneuschönberg (51,68 ha), Olbernhau (4,22 ha), Pfaffroda (463,67 ha) und Schönfeld (551,86 ha). |
| Pföbe (Ortsteil)                                                 | 1. Januar 1957    | Umgliederung von der Stadt Olbernhau (10,6 ha mit 142 Einwohnern) in die Gemeinde Rothenthal |
| Reukersdorf                                                      | 1. April 1924     | Eingemeindung nach Kleinneuschönberg |
| Schönfeld                                                        | 1. Juli 1950      | Eingemeindung nach Pfaffroda |
| Staatsforstrevier Zöblitz, Gutsbezirk                            | 1. Dezember 1948  | Teileingliederung von 0,91 ha nach Blumenau |
| Staatsforstrevier Zöblitz, Gutsbezirk                            | 15. Dezember 1948 | Teileingliederung von 31,47 ha nach Blumenau im Zuge der Bodenreform |